# Ritratto di Carlo V (Tiziano Napoli)
Il Ritratto di Carlo V è un dipinto a olio su tela (98×71 cm) di Tiziano, databile tra il 1533 e il 1535 circa e conservato nel Museo di Capodimonte a Napoli.

## Storia
Il dipinto è uno dei tanti del quel periodo che Tiziano eseguì del re asburgico Carlo V (1500-1558), il quale raccolse sotto di sé tutti i domini spagnoli e italiani, nonché quelli americani provenienti dal ramo materno e paterno. Della cospicua serie di ritratti fatti al re, quello di Capodimonte, non ha una storia documentata da fonti certe e pertanto la datazione è frutto da indagini sui vari documenti d'archivio pervenuti.
Un primo ritratto, in armatura e col bastone del comando, dovette essere eseguito nel 1530 (notizia riportata da Vasari e confermata da una lettera del 18 marzo 1530 dell'ambasciatore di Urbino a Venezia, Giacomo Leonardi). Di tale dipinto tuttavia si perdono le tracce, nonostante qualche possibile citazione in inventari seicenteschi.
Altre citazioni inerenti a un possibile ritratto a mezzo busto del re risalgono al 15 ottobre 1542, quando Alessandro Farnese ringrazia per il tramite di corrispondenze il nunzio papale, ancora a Venezia, Fabio Mignanelli, che spedì a Roma un ritratto appunto di Carlo V. Al 20 agosto 1563 invece risale un'altra lettera di Alessandro in cui esorta Onofrio Panvinio, che intanto lavorava all'iconografia dei cicli di villa Farnese di Caprarola, opere di Taddeo Zuccari, a chiedere sempre all'ambasciatore a Venezia un ritratto dell'imperatore spagnolo da spedirgli, così da poterlo ritrarre fedelmente negli affreschi. L'opera inviata potrebbe quindi essere identificata proprio con una di quelle citate nella corrispondenza del 1534 tra l'ambasciatore don Lope de Soria e il segretario di Carlo V, Francisco de los Cobos, dove si citano due dipinti che Tiziano stava eseguendo in quel tempo, riprendenti il re.
Un'altra versione vuole che il dipinto sia ritenuto opera proveniente dalle collezioni Gonzaga, inviata da Tiziano stesso nel 1549 a Ferrante, ipotesi questa poi confutata in quanto mancano documenti comprovanti il passaggio dalla collezione mantovana a quella Farnese.
Fonti certe sul dipinto si hanno a partire dalla metà del Seicento, quando l'opera, una volta giunta a Parma da Roma, perse l'identificazione del soggetto ritratto, divenendo titolata come generico "Ritratto di filoso" , o "Ritratto di uomo vestito in nero" o anche come "Ritratto di Ferdinando I" (il fratello minore di Carlo V).
Nel 1734, con l'ascesa al trono del regno di Napoli di Carlo III di Spagna, figlio di Elisabetta Farnese, ultima discente del ramo nobiliare, il dipinto così come gran parte della collezione Farnese passò a Napoli.
Lunghi lavori di restauro avviati nel corso del Novecento hanno dato con assoluta certezza la titolarità della persona ritratta, identificata con Carlo V, e contestualmente l'autografia della tela a Tiziano, a Parma era infatti citata come opera attribuita a Girolamo Mazzola fino al trasferimento a Napoli, quando ritornò alla mano del maestro veneziano.

## Descrizione
Il sovrano è ritratto a mezzo busto con l'abito scuro e il copricapo, caratteri questi che si troveranno anche in opere successive databili al 1548 come il Carlo V seduto oggi all'Alte Pinakothek di Monaco di Baviera e il Ritratto con la moglie Isabella (oggi perduto e noto solo tramite una copia eseguita da Rubens).
Il volto, colorato di rosso come fosse ritratto durante un tramonto, palesa una netta rassomiglianza con quello del Ritratto di Carlo V con il cane, a figura intera, conservato al Museo del Prado di Madrid e datato 1533, che lascia pertanto ricondurre allo stesso periodo la versione napoletana. In mano l'imperatore impugna un foglio, dove si riteneva potesse esserci scritto il nome di Carlo V, al collo è invece una collana con il Toson d'oro, mentre le labbra sono infine dischiuse per il noto difetto fisico del re (il cosiddetto "mento asburgico").